# Vale Royal
Vale Royal è stato un borough del Cheshire, Inghilterra, Regno Unito, con sede a Winsford.
Il distretto fu creato con il Local Government Act 1972, il 1º aprile 1974 dalla fusione dei distretti urbani di Northwich e Winsford, il distretto rurale di Northwich e parte del distretto rurale di Runcorn. Dal 2009 il suo territorio è confluito nella nuova autorità unitaria di Cheshire West and Chester.

## Parrocchie civili
- Acton Bridge
- Allostock
- Alvanley
- Anderton with Marbury
- Antrobus
- Aston
- Barnton
- Bostock
- Byley
- Comberbach
- Crowton
- Cuddington
- Darnhall
- Davenham
- Delamere
- Dutton
- Frodsham (città)
- Great Budworth
- Hartford
- Helsby
- Kingsley
- Lach Dennis
- Little Budworth
- Little Leigh
- Lostock Gralam
- Manley
- Marston
- Moulton
- Lower Peover
- Norley
- Northwich (città)
- Oakmere
- Rudheath
- Rushton
- Sproston
- Stanthorne
- Sutton
- Tarporley
- Utkinton
- Weaverham
- Whitegate and Marton
- Whitley
- Wimboldsley
- Wincham
- Winsford (città)